# Hydraena ateneo
Hydraena ateneo es una especie de escarabajo del género Hydraena, familia Hydraenidae. Fue descrita científicamente por Freitag en 2013.
Toma su nombre de su género, Hydraena, que es un tipo de escarabajo dentro de la familia Hydraenidae. Esta familia es conocida ya que sus escarabajos son acuáticos y miden entre 1 y 3 mm de largo. Generalmente se encuentran arrastrándose en la vegetación cerca de cuerpos de agua a pesar de no tener la capacidad de nadar. Su dieta habitual incluye algas, bacterias, protozoos y detritos que se encuentran en piedras y plantas.
Esta especie se encuentra en Filipinas. 
Mide aproximadamente 1,25 a 1,33 mm de largo y 0,58 a 0,62 mm de ancho. Su cuerpo es predominantemente marrón, con matices marrón dorado en el pronoto, frente marrón oscuro y palpos, patas y antenas superiores marrón amarillo.

## Dieta
Los escarabajos son generalmente herbívoros, depredadores o carroñeros. Es probable que Hydraena ateneo consuma musgo, en base a otras especies del género Hydraena que se sabe que consumen musgo, la presencia de musgo en el estanque en el que se descubrió la especie, y como miembro de la familia Hydraenidae (que son generalmente herbívoros).